# الزا رندشمیت
الزا رندشمیت (آلمانی: Elsa Rendschmidt؛ ۱۱ ژانویهٔ ۱۸۸۶ – ۹ اکتبر ۱۹۶۹) اسکیت‌باز نمایشی اهل آلمان بود.